# Vén Clancy király (Így jártam anyátokkal)
A Vén Clancy király (eredeti címén Old King Clancy) az Így jártam anyátokkal című televízió-sorozat negyedik évadának tizennyolcadik epizódja. Eredetileg 2009. március 23-án vetítették, míg Magyarországon 2010. május 24-én.
Ebben az epizódban Ted terveit visszautasítja a Góliát Nemzeti Bank, de Barney és Marshall nem merik neki megmondani, hogy már nem tartanak igényt a munkájára. Eközben Robin bevallja, hogy egy kanadai hírességgel volt szokatlan természetű szexuális kapcsolata.

## Cselekmény
Jövőbeli Ted elmeséli, milyen furcsa volt 2009 tavaszán a Góliát Nemzeti Banknak dolgoznia. Eleinte inspiráltnak érezte magát és élvezte az új székház terveinek elkészítését, később azonban úgy érezte, hogy visszafogják őt. Még egy komplett csapatot is ráállítottak, hogy felügyeljék a munkáját. Azt már csak egy véletlen elszólásból tudta meg, hogy igazából a terveit egy hónappal korában elkaszálták.
Eközben a bárban Robin elmeséli, hogy egyszer egy kanadai híresség felhívta őt a lakására, hogy megmutassa a gyűjteményét, de aztán kiderült, hogy egy kanadai módi szexet akart elérni nála, és inkább elment. Lily tudni akarja a részleteket, és annyira belelovalja magát, hogy csuklani kezd. Robin azt mondja, hogy elárulja nekik, azzal a feltétellel, hogy el kell találniuk 3 tényezőt: a hírességet, hogy milyen szexet akart, és a gyűjteményt. Barney rákeres az interneten a kanadai aktusok fajtáira, és elkezdenek találgatni.
Ekkor érkezik Ted dühösen és félve attól, hogy elveszíti az állását. Kiderül, hogy Barney és Marshall már egy ideje tudtak arról, hogy költségcsökkentési célból semmi nem lesz a terveiből és hogy ki fogják rúgni, két hónap felmondási idő után. Hogy ne érezze magát rosszul, Marshall megkért embereket, hogy játsszák el, mintha ők lennének az új kollégák, akik a munkáját felügyelik. Ted dühös lesz, amiért hazudtak neki, de Barney erre azt mondja, hogy máskor már fordítva is volt ilyen: mint amikor Marshall stand up komikusnak állt, de egyáltalán nem volt vicces (csak halneveket sorolt fel), ők is így álltak hozzá. Barney azt is elmondja, hogy lenne még álláslehetőség: meg kellene tervezni azt a szobát, ahonnét kirúgják a GNB dolgozóit. Ted meg is csinálja a terveket, de végül őt is kirúgják. Tednek elege lesz, és elhatározza, hogy megalapítja a saját tervezőirodáját.
Eközben a többiek azon tanakodnak, amit Robin feladott nekik. Három napig próbálkoznak, mindhiába. Végül kiderül, hogy a híresség és a gyűjtemény is teljességgel ismeretlen kanadai dolgok, a szex pedig a Vén Clancy király, amit aztán tényleg nem ismernek. Az epizód legvégén az is kiderül, hogy igazából Robin volt a kezdeményező fél, akit elutasítottak.

## Kontinuitás
- Barney és Marshall ismét azon vitatkoznak, melyikük jobb barátja Tednek.
- Ebben az epizódban is látható, Barney milyen ügyesen hazudik. Marshall viszont képtelen titkot tartani, egyedül csak úgy, hogy Barney segít neki ebben.
- Marshall először adja elő a halneves stand up műsorát.
- Az új Góliát Nemzeti Bank székház terveit "A húúú-lányok" című részben kezdhette el készíteni Ted.

## Jövőbeli visszautalások
- Ted a "Befejezetlen" című részben kapja meg ismét a felkérést, az "Elfogadom a kihívást" című részben kezdődhet meg az építkezés, és "Az utolsó oldal" című dupla részben avatják az új épületet.
- Ted a "Mosbius Designs" című részben nyitja meg saját cégét.
- A "Duplarandi" című részben Marshall azt állítja, csak azután tud más nőkre gondolni, ha előbb arról fantáziál, hogy Lily meghalt krónikus csuklásban.
- A "Romboló építész" című epizódban Max is utal Robin furcsa szexuális szokásaira, amely a "Házassági szerződés" című részben is előkerül.

## Érdekességek
- Marshall "Mr. Mister"-nek hívja Tedet, miután "letörték a szárnyait", az együttes "Broken Wings" című száma után.
- Mikor Barney és Marshall elmondják Tednek, hogyan bérelték fel a kamu új kollégákat, úgy mutatják be őket, mint a Blöff című filmben.
- Számos kanadai hírességet felemlegetnek az epizódban, úgy mint Rick Moranis, Bryan Adams, Wayne Gretzky, Alex Trebek, Kiefer Sutherland, és a Rush együttes.
- A Vén Clancy király egy igaz történeten alapul. Az egyik író mesélt egy sztorit egy barátjáról, aki kínos helyzetbe keveredett egy amerikai hírességgel, annak fura gyűjteményével, és a furcsa szexpózával. A többi író is ugyanígy próbálta találgatni, hogy ki lehetett, mi volt a gyűjtemény, és milyen volt a póz. Végül beleírták a forgatókönyvbe a dolgot.[1]

## Vendégszereplők
- Aaron Hill – Fagyott Hótalp
- Bryan Callen – Bilson
- Darlena Tejeiro – Louisa
- Aynsley Bubbico – Maya
- Stephen Kearin – Arthur
- William Walton – Roy

## Zene
- Aldeberto E Felipe – Mardi Gras